# Nikaya

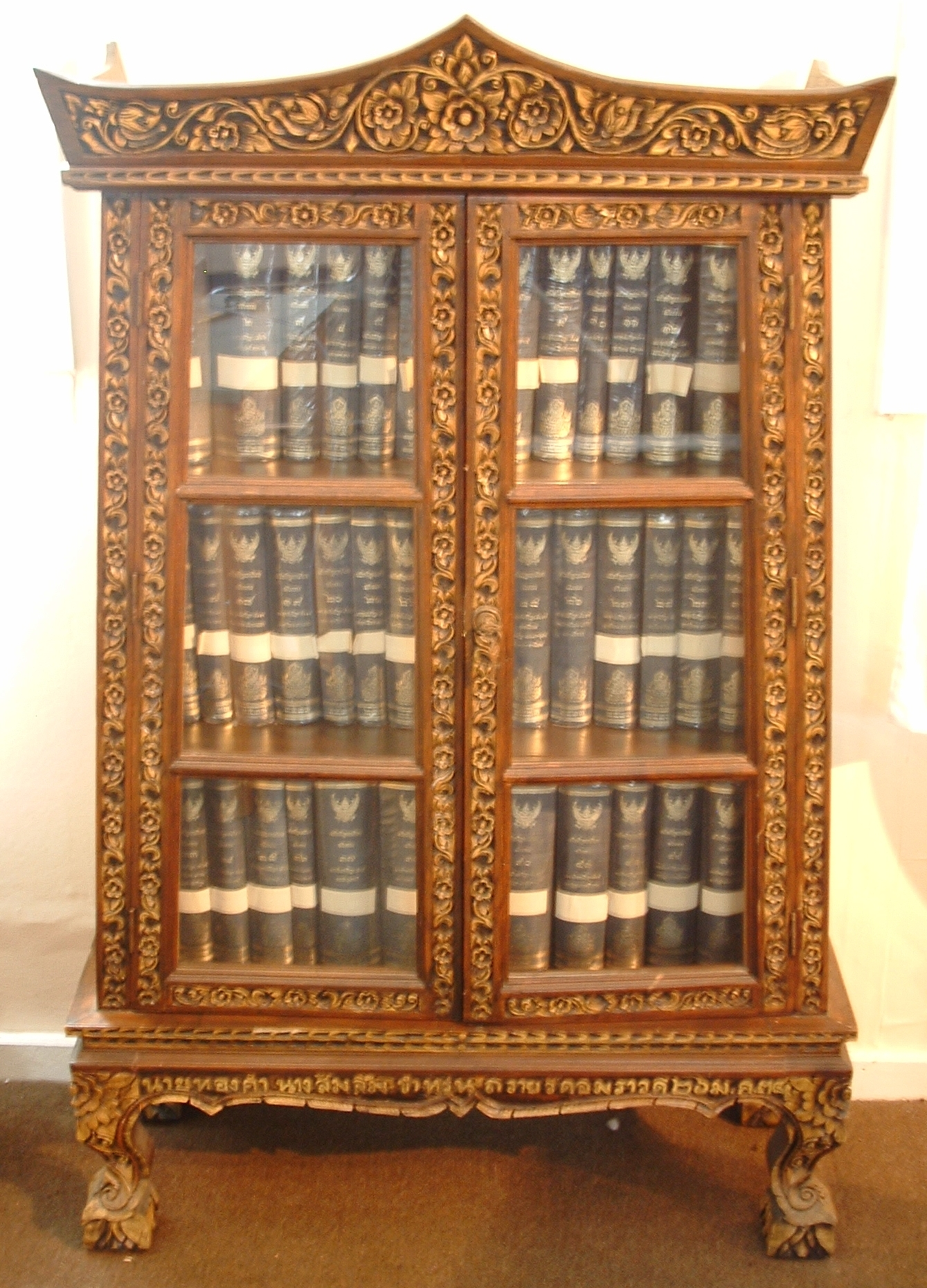
Thailändischer Pali-Kanon

Nikaya ist ein Wort aus der Pali-Sprache, welches benutzt wird, um buddhistische Texte zu kennzeichnen. Im buddhistischen Pali-Kanon, insbesondere beim Suttapitaka, bedeutet Nikaya „Buch“ oder „Band“, obwohl gerade die Suttapitaka so umfangreich sind, dass sie kaum in einem Band herausgegeben werden können.

## Weitere Bedeutungen
In den Theravada-Schulen Südostasiens kann Nikaya eine Abteilung der Mönchsgemeinschaft bezeichnen, ist aber auch eine höfliche Bezeichnung für eine buddhistische Glaubensgemeinschaft (siehe Thammayut Nikaya).
Das in China benutzte Äquivalent ist Agama: die Suttapitaka des Pali-Kanons werden von den Mahayana-Buddhisten manchmal „Die Agamas“ genannt, „Die Nikayas“ dagegen gegenüber Theravada-Buddhisten.